# Iwona Sepioło-Jankowska
Iwona Sepioło-Jankowska (ur. 6 października 1981) – polska prawniczka, doktor habilitowana nauk prawnych, specjalistka w zakresie prawa karnego, adwokatka specjalizujący się w sprawach karnych i rodzinnych.

## Życiorys
Ukończyła studia prawnicze na Uniwersytecie Mikołaja Kopernika w Toruniu. W 2011 otrzymała stopień doktora nauk prawnych na podstawie pracy pt. Przestępstwo niegospodarności z art. 296 K.k. (promotor: Robert Zawłocki). W 2019 habilitowała się na podstawie oceny dorobku naukowego i rozprawy pt. Optymalny model odpowiedzialności za czyny karne skarbowe.
Została wpisana na listę adwokatów przy Wielkopolskiej Izbie Adwokackiej w Poznaniu.
Zatrudniona na stanowisku profesora uczelni w Zakładzie Prawa Karnego na Wydziale Prawa i Administracji UAM.

## Publikacje
- Konsensualizm i kompensacja a podstawy odpowiedzialności karnej, 2016, ISBN 978-83-255-8698-0.
- Zgoda pokrzywdzonego a konsensualne sposoby rozstrzygania spraw karnych, 2012, ISBN 978-83-255-3411-0.
- Prawo wykroczeń, w tym wykroczeń skarbowych w Niemczech - bezprawie kryminalne a bezprawie administracyjne, 2017, ISBN 978-83-255-8948-6.
- Prawo i postępowanie karne skarbowe, 2017, ISBN 978-83-255-9590-6.
- Przestępstwo niegospodarności z art. 296 K.K, 2013, ISBN 978-83-255-5686-0.